# Adam Wacław cieszyński
Adam Wacław (ur. 12 lub 13 grudnia 1574, zm. 13 lipca 1617) – z rodu Piastów, książę cieszyński w latach 1579–1617 (samodzielnie od 1595).

## Życiorys
Adam Wacław był drugim pod względem starszeństwa synem, a czwartym dzieckiem księcia cieszyńskiego Wacława III Adama i jego drugiej żony Sydonii Katarzyny,pochodzącej z bocznej linii dynastii askańskiej, władającej w księstwie sasko-lauenburskim.
W chwili śmierci ojca (1579) małoletni książę znalazł się pod opieką matki, oraz Jerzego II brzeskiego i Karola II ziębickiego. Stan ten trwał do roku 1586, kiedy zmarł najstarszy z regentów książę brzeski, a matka Adama Wacława wyszła powtórnie za mąż za Węgra Emeryka Forgacha, nadżupana trenczyńskiego. Pomimo powtórnego małżeństwa Katarzyna Sydonia zachowała jednak wpływ na losy księstwa.
W 1585 Śląsk Cieszyński nawiedziła bardzo groźna epidemia dżumy pozbawiając życia bardzo wielu mieszkańców księstwa cieszyńskiego. Nie oszczędzały też władztwa cieszyńskich Piastów inne plagi np. w 1587 obszar księstwa stał się terenem walk pomiędzy Maksymilianem Habsburgiem i Janem Zamoyskim (był to epizod walk Maksymiliana o koronę polską).
W związku z ciągłymi zagrożeniami Adam Wacław został wysłany w 1587 na dwór saskiego elektora – Chrystiana I, gdzie przebywał osiem lat. Tam też książę zdobył staranne wykształcenie (szczególne spodobała się młodemu władcy edukacja w zakresie wojskowości). Dopiero w 1595 powrócił do Cieszyna, gdzie za zgodą regencji objął samodzielne rządy.
17 września 1595 książę ożenił się z Elżbietą, córką pierwszego księcia kurlandzkiego, Gottarda Kettlera.
Po objęciu samodzielnych rządów Adam Wacław wziął udział w walkach z Turkami i innymi habsburskimi przeciwnikami na Węgrzech w charakterze dowódcy oddziału jazdy. Spowodowało to konieczność wybudowania w południowej części księstwa umocnień obronnych. Sprawa ta nabrała zaś szczególnego znaczenia podczas powstania Bocskaia w latach 1604–1606, kiedy to armia węgierskiego możnowładcy zagroziła Cieszynowi. Dopiero pokój zawarty z Bockaiem w Wiedniu w 1606 pozwolił Adamowi Wacławowi na odwołanie stanu zagrożenia.
W 1609 książę cieszyński wmieszał się w konflikt rodzinny pomiędzy Habsburgami – cesarzem Rudolfem II i arcyksięciem Maciejem, w którym stanął po stronie tego pierwszego. Do walk ostatecznie wtedy nie doszło, gdyż Rudolf II ustąpił i oddał bratu tron czeski, co postawiło w szczególnie niezręcznej sytuacji Adama Wacława, który musiał złożyć w 1611 nowemu królowi hołd lenny we Wrocławiu
Rok 1609 stał się przełomowy dla Adama Wacława z jeszcze z jednego powodu. Otóż ten pochodzący z luterańskich rodziców władca, wychowany na dworze luteranina – elektora saskiego, zdecydował się na konwersje i przeszedł na katolicyzm. Wydarzenie to było tym bardziej zaskakujące dla współczesnych, że jeszcze w 1598 książę cieszyński wydał dla luteran wielki przywilej, w którym zobowiązał siebie i swoich następców, że będą do miasta Cieszyna powoływać tylko kaznodziejów luterskich i im tylko oddają kościoły do dyspozycji. Rok 1611 przyniósł całkowitą odmianę w postępowaniu władcy, który zgodnie z zasadą "cuius regio eius religio" rozpoczął walkę z kościołem ewangelickim w duchu kontrreformacji (jedną z pierwszych decyzji Adama Wacława, po powrocie na łono kościoła katolickiego, było anulowanie przywileju z 1598). Twardy opór szlachty i mieszczan spowodował jednak, że katolicki pozostał tylko dwór książęcy i restytuowano klasztory (m.in. zwrócono kościół i klasztor cieszyńskim dominikanom). Walką z protestantami mieli się zająć sprowadzeni do Cieszyna bernardyni. Nie znamy przyczyn dla których książę cieszyński zdobył się na tak poważny krok – prawdopodobnie władcy chodziło o ułożenie poprawnych stosunków ze swoim suwerenem, a od 1612 również cesarzem Maciejem.
Krok ten jakkolwiek radykalny opłacił się Adamowi Wacławowi, kiedy 6 lutego 1617 został mianowany przez Macieja starostą generalnym Śląska.
Dla księstwa cieszyńskiego panowanie Adama Wacława okazało się niezbyt korzystne. Ciągłe wyjazdy, kosztowne wyprawy zbrojne, wreszcie zamieszanie spowodowane ze zmianą wiary, doprowadziło księstwo na skraj bankructwa. Przykładem rozrzutności cieszyńskiego Piasta był wyjazd do Wrocławia na uroczystość złożenia hołdu lennego Maciejowi, gdzie dotarł w orszaku 285 ludzi, bogato wyposażonych przez niego. Szerokim echem odbiła się także wyprawa Adama Wacława w granice Rzeczypospolitej w 1614, kiedy to jako wotum za cudowne nawrócenie wybrał się na pielgrzymkę do Kalwarii Zebrzydowskiej. Wyprawa ta według zgodnej oceny współczesnych niewiele miała wspólnego jednak z religijnym uniesieniem, a więcej z chęcią pokazania swojego bogactwa.
Książę utrzymywał przyjazne stosunki z cieszyńskimi mieszczanami, u których często się zapożyczał.
Adam Wacław wystawiał dokumenty po łacinie, w języku niemieckim i czeskim, jednak na jego dworze najbardziej rozpowszechniony był język polski.
Z małżeństwa ze zmarłej 19 listopada 1601 Elżbiety kurlandzkiej Adam Wacław doczekał się trzech synów i dwóch córek. Byli to zmarli w dzieciństwie Adam Gotard (ur. 27 lipca 1596, zm. 25 maja 1597) i Chrystian Adam (ur. 1600, zm. 12 marca 1602), następca na cieszyńskim tronie – Fryderyk Wilhelm (ur. 9 listopada 1601, zm. 19 sierpnia 1625), Anna Sydonia (ur. 2 marca 1598, zm. w lipcu 1619) wydana mąż za Jakuba Hannibala II z hrabiów Hohenems oraz Elżbieta Lukrecja (ur. 1 czerwca 1599, zm. 19 maja 1653), ostatnia księżna cieszyńska, wydana za mąż za Gundakera von Liechtestein. Ze związku pozamałżeńskiego Adam Wacław z Małgorzatą Kostlachówną (znaną też jako Małgorzata Koschlinger) posiadał również syna Wacława Gotfryda, późniejszego barona Hohenstein.
Adam Wacław zmarł 13 lipca 1617 w Brandysie (przedmieście Cieszyna) i został pochowany w kościele dominikańskim w Cieszynie. W 1617 roku Adam Bysiński z Bysiny, dziedzic Iłownicy, oskarżył o otrucie Adama Wacława trzech przedstawicieli cieszyńskiej szlachty: Erazma Rudzkiego z Rudz, marszałka i kanclerza ziemskiego, Wacława Pelhrzima, sędziego ziemskiego, i Piotra Gureckiego z Kornic na Jaworzu. 21 grudnia 1622 r. obie strony zawarły ugodę, a Bysiński odwołał zarzuty. Jednak przekonanie o tym, że za śmiercią księcia stał spisek protestanckiej szlachty, funkcjonowało w opinii publicznej jeszcze bardzo długo. Dokładnie sto lat później żywiecki wójt Andrzej Komoniecki w swym "Dziejopisie Żywieckim" pod rokiem 1722 wspominał Adama Wacława, ...którego lutrzy, że się na wiarę katolicką nawrócił, roku 1617 otruli (...).

## Dalsze materiały
- Wybór źródeł do dziejów Ustronia, t. 1, wyd. Idzi Panic. Acta Historica Silesiae Superioris, t. 2, Cieszyń-Ustroń 1996, s. 62-88.